# Olivier Megaton

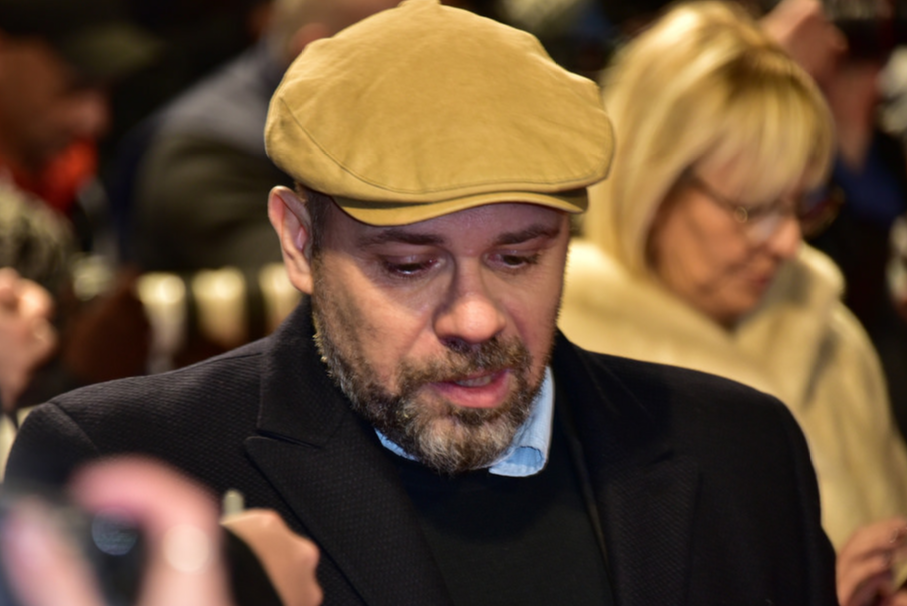
Olivier Megaton

Olivier Megaton (* 6. August 1965; geboren als Olivier Fontana) ist ein französischer Drehbuchautor und Filmregisseur.
Megaton begann seine Tätigkeit als Regisseur und Drehbuchautor Mitte der 1990er Jahre mit der Inszenierung mehrerer Kurzfilme. Zudem war er an einigen Fernsehserien beteiligt. Im Jahr 2000 folgte mit Exit – Die Apokalypse in Dir sein erster Langfilm. Dies stellt die erste Kooperation mit dem Regisseur und Produzenten Luc Besson dar, der als associate producer beteiligt war. 2008 drehte Megaton für diesen Transporter 3, gefolgt von Colombiana 2011. Im Jahr darauf inszenierte er 96 Hours – Taken 2 und 2014 96 Hours – Taken 3. An diesen Filmen war Besson als Produzent und Drehbuchautor beteiligt. 2020 folgte die Graphic-Novel-Verfilmung The Last Days of American Crime.

## Filmografie (Auswahl)
Regisseur
- 1996: Forte tête
- 1998: Je ne veux pas être sage
- 1998: No happy end
- 1998: Tout morose
- 2000: Exit – Die Apokalypse in Dir (Exit)
- 2002: Red Siren (La Sirène rouge)
- 2007: Angie
- 2008: Transporter 3
- 2011: Colombiana
- 2012: 96 Hours – Taken 2 (Taken 2)
- 2014: 96 Hours – Taken 3 (Taken 3)
- 2020: The Last Days of American Crime

Drehbuchautor
- 1998: No happy end
- 1998: Je ne veux pas être sage
- 2000: Exit – Die Apokalypse in Dir (Exit)
- 2002: Red Siren (La Sirène rouge)
- 2007: Angie

## Auszeichnungen
- 1996: Prix Panavision für Forte tête
- 2002: International Fantasy Film Award (Nominiert) für Exit – Die Apokalypse in Dir